# Іан Юр
 Іан Юр (англ. Ian Ure, нар. 7 грудня 1939, Ер) — шотландський футболіст, що грав на позиції півзахисника. По завершенні ігрової кар'єри — тренер.
Виступав, зокрема, за клуби «Данді» та «Арсенал», а також національну збірну Шотландії.
Чемпіон Шотландії.

## Клубна кар'єра
У дорослому футболі дебютував 1958 року виступами за команду «Данді», в якій провів п'ять сезонів, взявши участь у 107 матчах чемпіонату. Більшість часу, проведеного у складі «Данді», був основним гравцем команди.
Своєю грою за цю команду привернув увагу представників тренерського штабу клубу «Арсенал», до складу якого приєднався 1963 року. Відіграв за «канонірів» наступні шість сезонів своєї ігрової кар'єри. Граючи у складі лондонського «Арсенала» також здебільшого виходив на поле в основному складі команди.
Протягом 1969—1971 років захищав кольори клубу «Манчестер Юнайтед».
Завершив ігрову кар'єру у команді «Сент-Міррен», за яку виступав протягом 1971—1973 років.

## Виступи за збірну
У 1961 році дебютував в офіційних матчах у складі національної збірної Шотландії.
Загалом протягом кар'єри в національній команді, яка тривала 7 років, провів у її формі 11 матчів.

## Кар'єра тренера
Розпочав тренерську кар'єру невдовзі по завершенні кар'єри гравця, 1974 року, очоливши тренерський штаб клубу «Еаст Стірлінгсіре». Наразі досвід тренерської роботи обмежується цим клубом.

## Титули і досягнення
- Чемпіон Шотландії (1):

«Данді»: 1961-1962